# Arctica (песня)
«Arctica» (с англ. — «Арктика») — второй сингл финской симфо-пауэр-метал-группы Amberian Dawn с третьего студийного альбома End of Eden. Сингл, как и предыдущий, состоит из одной композиции. Сингл стал доступен для свободной загрузки на MySpace 23 августа 2010 года. 20 октября на YouTube появился видеоклип на песню. Вокалистка и автор слов, Хайди Парвиайнен назвала «Arctica» её любимой композицией Amberian Dawn.

## Видеоклип

Хайди Парвиайнен. Кадр из клипа.

Клип был снят в 2010 году и вышел одновременно с End of Eden, третьим студийным альбомом группы. Это четвёртый видеоклип Amberian Dawn после «River of Tuoni», «My Only Star» и «He Sleeps in a Grove». Видео является производством Routafilmi, а режиссёром выступил Маркус Ниеминен. Клип рассказывает об алхимике, который пытается заморозить магический амулет. Когда ему это удаётся, фон, на котором выступает группа, меняет окраску (с кроваво-красных тонов на бело-голубые).

## Критика
«Arctica» в целом стала достойной преемницей песен группы, на которые они делали акцент («River of Tuoni» и «He Sleeps in a Grove»), но так же подверглась критике за повторение. HeavyLaw отмечает: «Первый сингл „Arctica“ в каком-то роде показатель плагиата самих на себя. Крайне предсказуемая, она не показывает достаточно справедливо всего таланта группы». Metal Sickness назвал песню слишком броской и одной из самых тёмных песен группы, наряду с «Talisman».